# أندرو تايلور (شاعر)
أندرو تايلور (بالإنجليزية: Andrew Taylor)‏ هو شاعر أسترالي، ولد في 19 مارس 1940.